# Роздольне (селище, Чугуївський район)
Роздольне (з 1939 до 18 лютого 2016 — Чапаєва) — селище в Україні, у Новопокровській селищній громаді Чугуївського району Харківської області. Населення становить 102 осіб. До 2020 орган місцевого самоврядування — Новопокровська селищна рада.

## Географія
Селище Роздольне знаходиться при Введенській птахофабриці. На відстані до 3-х км розташовані село Зелений Колодязь, селища Введенка і Новопокровка. По селу протікає пересихаючий струмок з загатами.

## Історія
1939 — дата заснування.
До 2016 року селище Роздольне носило назву Чапаєва.
12 червня 2020 року, відповідно до Розпорядження Кабінету Міністрів України  № 725-р «Про визначення адміністративних центрів та затвердження територій територіальних громад Харківської області», увійшло до складу Новопокровської селищної громади .
17 липня 2020 року, в результаті адміністративно-територіальної реформи та ліквідації колишнього Чугуївського району, увійшло до складу новоутвореного Чугуївського району Харківської області.

## Економіка
- Введенська птахофабрика.

## Населення

### Мова
Розподіл населення за рідною мовою за даними перепису 2001 року:
| Мова       | Кількість | Відсоток |
| ---------- | --------- | -------- |
| російська  | 88        | 86.27%   |
| українська | 13        | 12.75    |
| білоруська | 1         | 0.98%    |
| Усього     | 102       | 100%     |